# Pałac w Dobrogoszczu
Pałac w Dobrogoszczu – zabytkowy pałac w Dobrogoszczu – wsi w Polsce, w województwie dolnośląskim, w powiecie strzelińskim, w gminie Strzelin.

## Historia
Obiekt wybudowany w 1797 jest częścią zespołu pałacowego, w skład którego wchodzą jeszcze: 
- park,
- stajnia z 1889 r.;
- stajnia z 1896 r.;
- dwie stodoły z 1900 r.;
- magazyn z początku XX w.;
- spichrz z 1890 r.;
- park z przełomu XIX i XX w.;
- pawilon parkowy z przełomu XIX i XX w.;
- murowane ogrodzenie z przełomu XIX i XX w.